# Helmut Ditsch
Helmut Ditsch (* 6. Juli 1962 in Villa Ballester, Provinz Buenos Aires) ist ein österreichisch-argentinischer Maler.

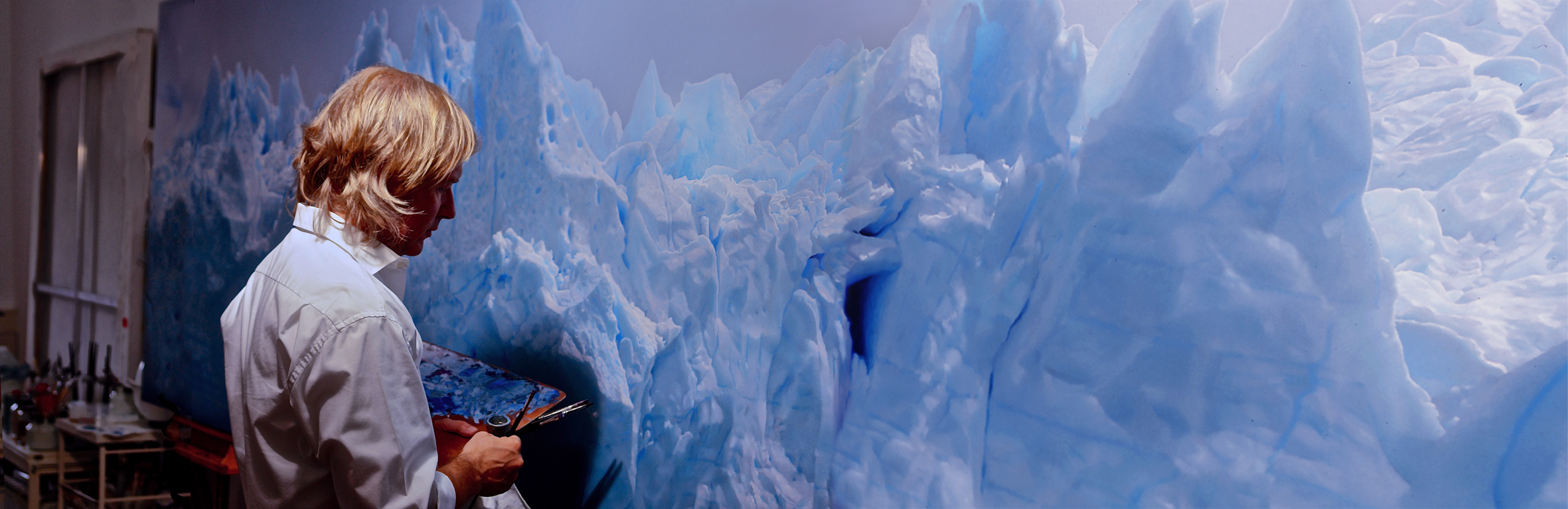
Helmut Ditsch

## Leben

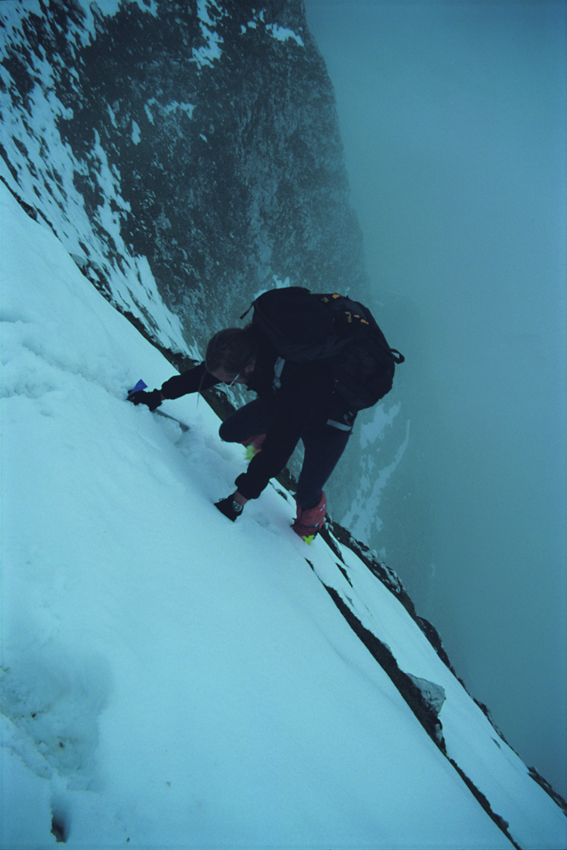
Helmut Ditsch auf der Nordkette in Tirol/Österreich 1997

Die Großeltern von Ditsch stammten aus Österreich, Deutschland und Norditalien und waren um 1920 nach Argentinien ausgewandert. Der frühe Tod seiner Mutter und somit das Thema Leben und Tod prägten und beschäftigen ihn bis heute. Mit acht Jahren lernte er die Anden und die Pampa kennen.
1983 begann Helmut Ditsch als freischaffender Künstler zu arbeiten. Nach zwei Jahren unterbrach er seine künstlerische Arbeit nach ersten negativen Erfahrungen mit dem Galeriebetrieb. Stattdessen unternahm er zahlreiche Expeditionen in den argentinischen Anden und wurde zum Extrembergsteiger. 1986 begann er wieder zu malen, dabei flossen seine Erfahrungen der Berge in sein Werk ein, und er entfernte sich zunehmend vom Surrealismus. Für ihn sind Malen und Naturerfahrung eine Analogie.
1988 übersiedelte Helmut Ditsch nach Wien, um zu studieren. 1993 schloss er das Studium der Malerei an der Akademie der Bildenden Künste mit Auszeichnung ab. Zu seinen wichtigsten Professoren zählte der Künstler Ulrich Gansert.
Er installierte im darauf folgenden Jahr sein Atelier bei Wien. In Meran lernte er den Bergsteiger Reinhold Messner kennen, mit dem er seither immer wieder zusammenarbeitete. Helmut Ditsch überquerte 1995 im Rahmen einer Studienreise das patagonische Inlandeis und verbrachte 1998 mehrere Wochen mit Studien für sein Gemälde Das Gebirge isoliert in den österreichischen Alpen.
Immer wieder unternahm er Reisen in Naturlandschaften um sich Vorlagen für seine Bilder zu holen. Neben der Malerei betätigt sich Ditsch als Designer für Mode, Autos und Flugzeuge und als Weinproduzent. Von Universitäten wurde er für Vorträge eingeladen. Im Jahr 2000 installierte er sein Atelier in Irland, wo er seither lebt und arbeitet.
2006 präsentierte Helmut Ditsch sein Buch The Triumph of Nature im Rahmen einer Einzelausstellung auf der „32. Feria International del Libro“ in Buenos Aires. Mehr als eine Million Menschen besuchten diese internationale Buchmesse.

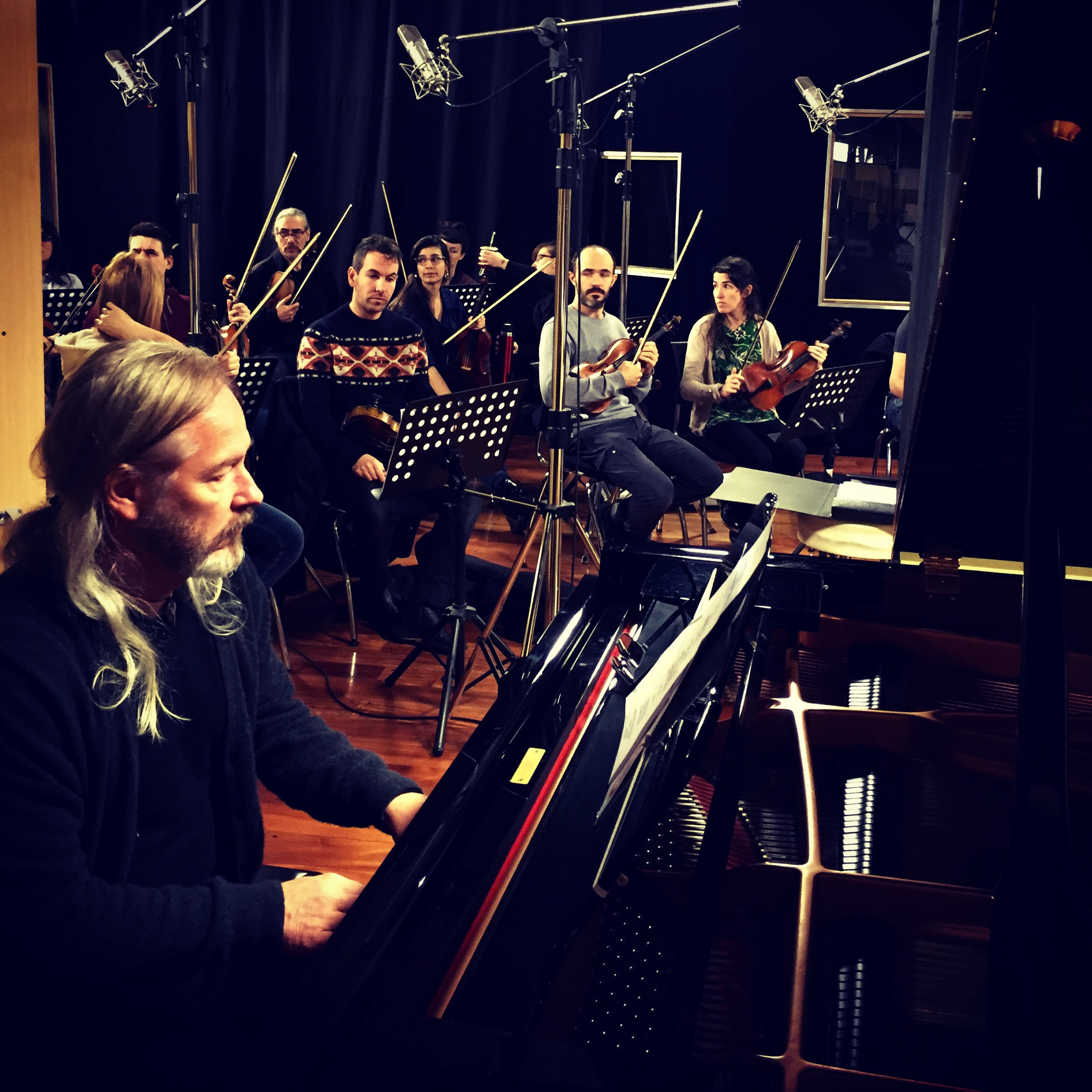
Helmut Ditsch bei der Aufnahme seines ersten Musikalbums „Del Final de los Tiempos“ in Buenos Aires (Juni 2016)

2008 gründete er die „Helmut Ditsch Fan Fabrica de Arte Nacional“, ein transparentes Laboratorium für Kunst, Musik, Philosophie und High Technology Design. Erste Entwürfe für das LE MANS Super Sport Car HD1.
2009 starb seine Ehefrau Marion sehr jung.
2010 wurde Ditsch mit dem Verkauf des Gemäldes Das Meer II um US$ 865.000 zum teuersten argentinischen Künstler aller Zeiten. Im gleichen Jahr begann er seine Ausstellungstournee „Gira Nacional y Popular“ (bisherige Stationen: Santa Fe, Paraná, Rosario, Wien, Mar del Plata, Mendoza). Die Ausstellungen charakterisieren sich durch ihre inklusive Art und finden auf öffentlichen Plätzen bei freiem Eintritt statt.
Im Juni 2016 nimmt Helmut Ditsch in Buenos Aires sein erstes Musikalbum „Del Final de los Tiempos“ auf.
2017 beginnt er sein bisher größtes Gemälde. Auf einer 2 × 12 Meter großen Leinwand malt er den bekannten Perito-Moreno-Gletscher. 

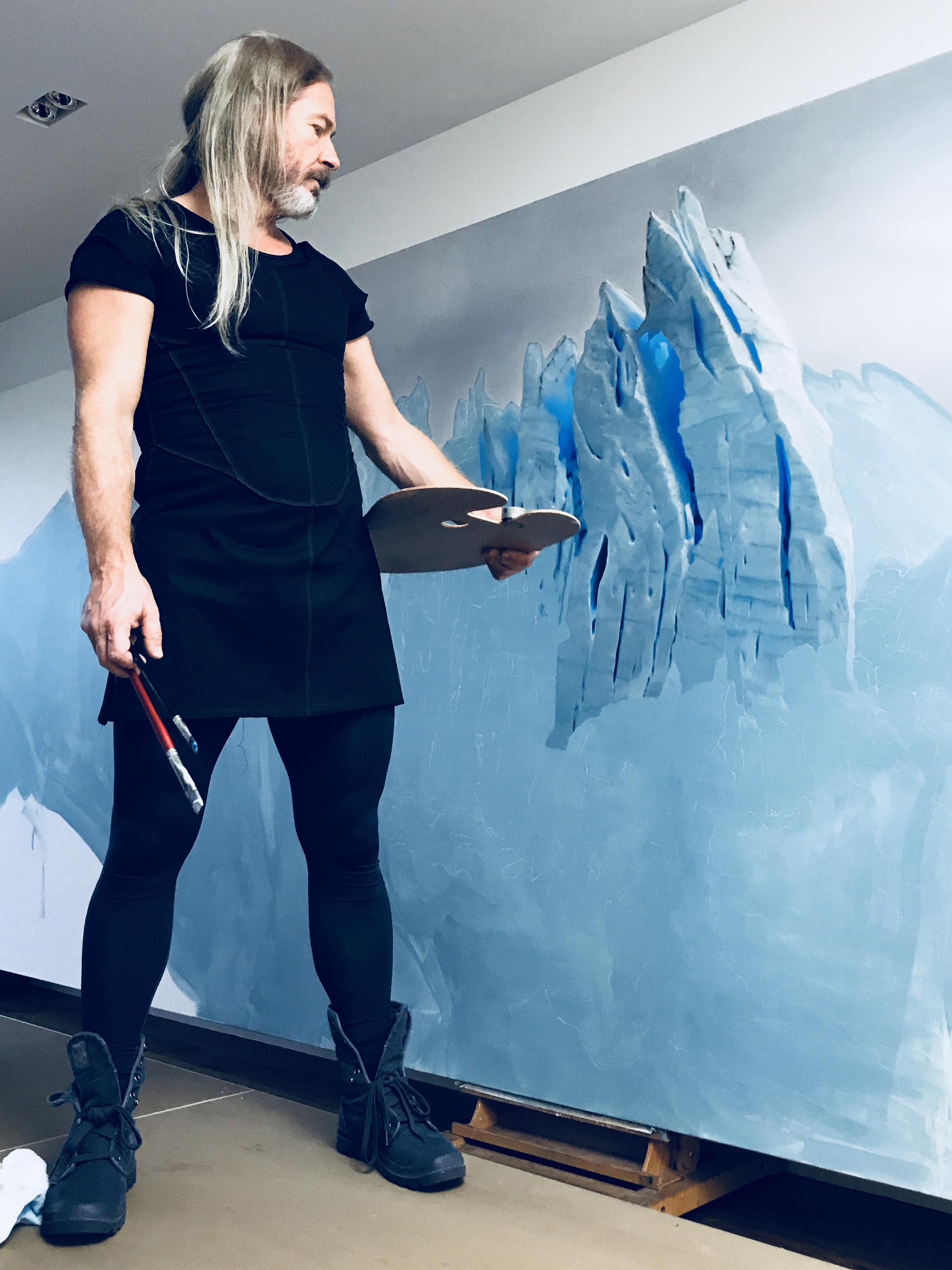
Helmut Ditsch (2018)

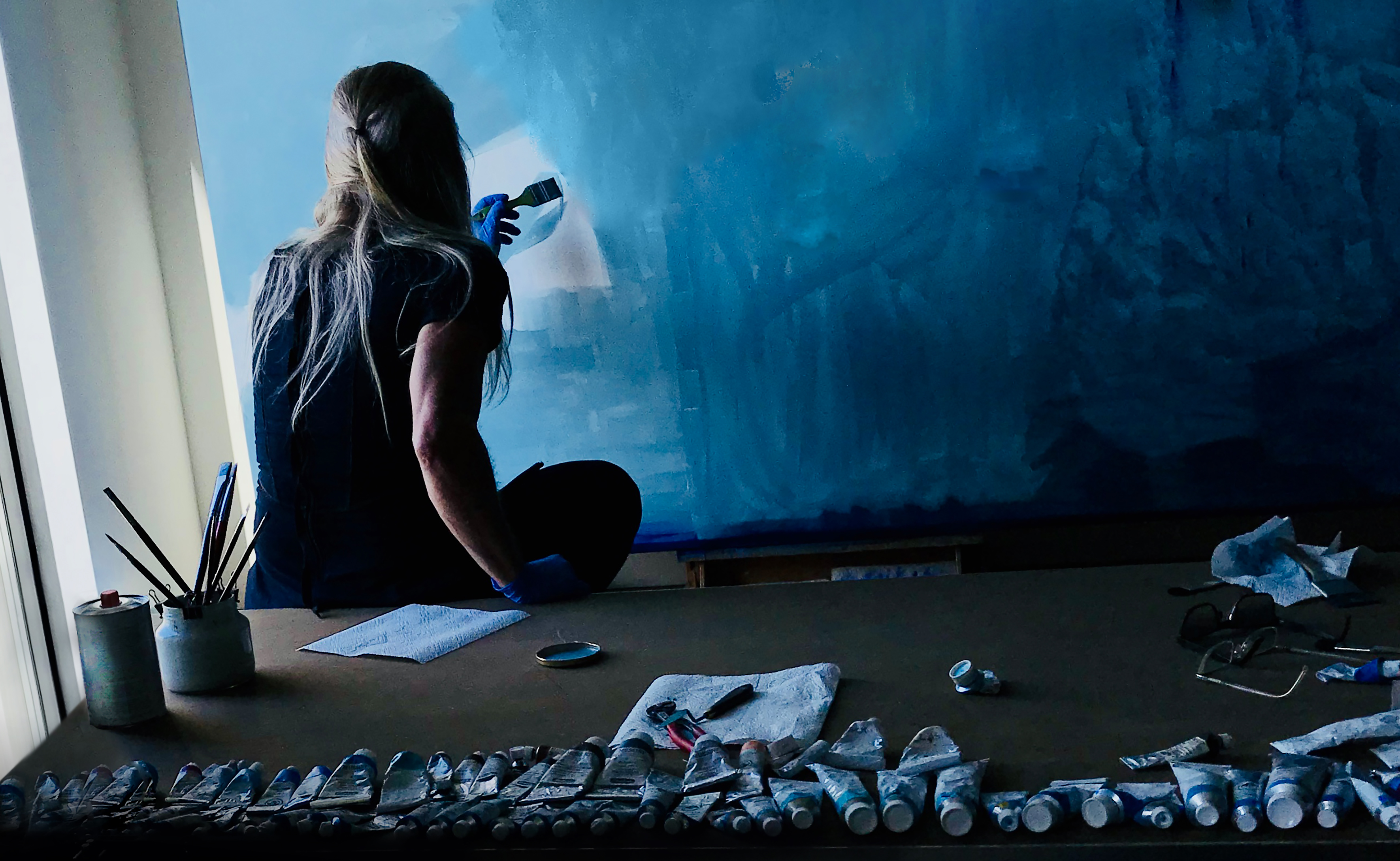
Helmut Ditsch (2018)

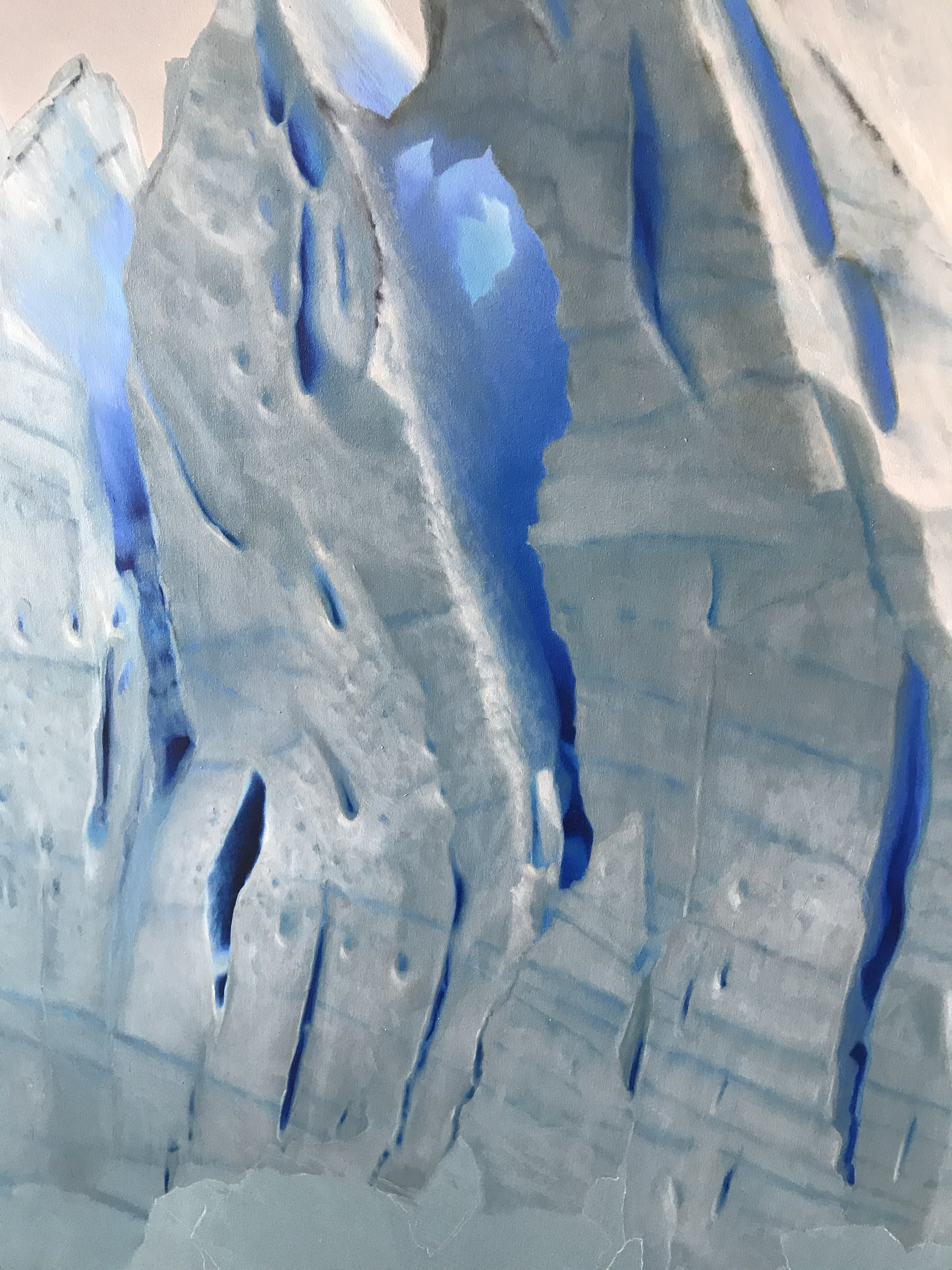
Gemälde von Helmut Ditsch (Detail)

## Werke (Auswahl)
In seinem Werk beschäftigt er sich mit den extremen Naturerscheinungen Berg, Wüste, Eis und Wasser. Als Extrembergsteiger lässt er eigene Naturerfahrungen in seinen Bildern sichtbar werden. Sein Werk ordnet er der Kunstsparte des Erlebten Realismus zu.
- Cycle IV, 1991
- Über dem Güßfeldt-Gletscher, 1993
- Cerro Ameghino, 1994
- Aconcagua, 1994
- Klagenfurt Becken, 1996
- Death Valley IV, 1996
- Mountain Range, 1998–1999
- Death Valley?, 1995–2000
- The Answer, 1997–2000
- Ötscher, 1998–2000
- Descalza, 1999–2000
- Point Of No Return, 2001
- Das Eis und die vergängliche Ewigkeit, 2001–2002
- The ten commandments II, 2002
- Los Hielos, 2002
- Cosmigonon, 2002
- Traunsee, 2003
- Das Meer I, 2004
- Cafayate, 2004
- Perito Moreno, 2004
- Also Sprach Zarathustra, 2004
- Das Meer II, 2005
- Point Of No Return II, 2005
- K2, 2006
- Hafner, 2012

## Preise und Auszeichnungen
- 1990 Meisterschulpreis der Akademie der bildenden Künste Wien
- 1993 Würdigungspreis des Bundesministeriums für Wissenschaft und Forschung der Republik Österreich
- 1997 Sonderpreis des Bau Holding Kunstforums
- 2010 Ernennung zum Ehrenbürger des Partido de General San Martín, Provinz Buenos Aires, Argentinien
- 2012 Arturo-Jauretche-Kulturpreis
- 2012 Ehrenmagister-Titel der Universidad Nacional de General San Martín (UNSAM)

## Einzelausstellungen (Auswahl)
- 1983 Municipalidad de San Martín, Buenos Aires, Argentinien
- 1983 Centro Cultural Teatro San Martín, Buenos Aires, Argentinien
- 1995 Hipp-Halle, Gmunden, Österreich
- 1997 Bau Holding Kunstforum, Klagenfurt, Österreich
- 2001 Museo Nacional de Bellas Artes, Buenos Aires, Argentinien
- 2001 Museo Nacional de Bellas Artes, Santiago de Chile, Chile
- 2002 „Meister/Werke im Belvedere“, Museum Österreichische Galerie Belvedere, Wien, Österreich
- 2003 Kunsthalle Krems, Krems, Österreich
- 2005 „The Triumph Of Nature“, “tresor” im BA-CA Kunstforum, Wien, Österreich
- 2006 „The Triumph Of Nature“, at the Casa Ditsch, Lesachtal, Österreich
- 2006 32. Feria Internacional del Libro de Buenos Aires, Buenos Aires, Argentinien
- 2009 19. Abu Dhabi International Book Fair, Abu Dhabi, Vereinigte Arabische Emirate
- 2010 Museo Provincial de Bellas Artes, Santa Fe, Argentinien
- 2010 Hotel Howard Johnson, Paraná, Argentinien
- 2010 Bar „El Cairo“, Rosario, Argentinien
- 2010 Heldenplatz, Wien, Österreich
- 2011 Plaza del Agua, Mar del Plata, Argentinien
- 2012 Kulturzentrum „Espacio Contemporáneo de Arte“, Mendoza, Argentinien
- 2012 MERCOSUR – UNASUR Gipfel, Hotel Intercontinental, Mendoza, Argentinien
- Seit Mai 2012 Dauerausstellung in der Casa Rosada, Salón Eva Perón, Buenos Aires, Argentinien

## Ausstellungsbeteiligungen (Auswahl)
- 1990 „Meisterschule Brauer Oberes Belvedere ’90“, Museum Österreichische Galerie Belvedere, Wien, Österreich
- 1991 „Die Kunst“, Messepalast, Wien, Österreich
- 1992 Städtische Galerie Wiener Neustadt, Österreich
- 1994 „Realismus heute“, Stadtmuseum Erlangen, Deutschland
- 1994 „Kick off“, Akademie der bildenden Künste Wien, Österreich
- 1998 „Über die Berge“, Niederösterreichisches Landesmuseum, St. Pölten, Österreich
- 1999 „10. Faistauer-Preis 1999“, Galerie im Traklhaus, Salzburg, Österreich
- 2000 „Malerei: Österreichische KünstlerInnen heute“, Graphische Sammlung Albertina und Suppan Contemporary, Wien, Österreich
- 2001 „Festészet nevében“, Szépmüvészeti Múzeum, Budapest, Ungarn
- 2001 „I Bienal Internacional de Arte de Buenos Aires“, Museo Nacional de Bellas Artes, Córdoba, Argentinien
- 2002 „Mo(u)numental“, Landesmuseum Ferdinandeum, Innsbruck, Österreich
- 2002 „Schöne Aussicht“, Kunst Meran, Italien
- 2004 „Phänomen Landschaft“, Niederösterreichisches Landesmuseum, St. Pölten, Österreich
- 2004 Messner Mountain Museum, Sulden, Italien
- 2004 Strabag Artlounge, Wien, Österreich
- 2005 „Figur und Wirklichkeit – das BA-CA Kunstforum on tour im Ferdinandeum“, Innsbruck, Österreich
- 2006 „Einblicke“, Werke aus der Kunstsammlung der Oesterreichischen Nationalbank, Europäische Zentralbank, Frankfurt am Main, Deutschland
- 2006 Messner Mountain Museum, Bozen, Italien
- 2008 Expo 2008, Zaragoza, Spanien
- 2010 Frankfurter Buchmesse 2010, Frankfurt am Main, Deutschland
- 2012–2013 Sonderausstellung „Die Hohen Tauern“, Salzburg Museum, Austria

## Bilder in ständiger Sammlung (Auswahl)
- Messner Mountain Museum Firmian: Aconcagua, The answer, K2
- Messner Mountain Museum Ortles: Perito Moreno
- Niederösterreichisches Landesmuseum: Ötscher
- Strabag Kunstforum: The Last Day
- Sammlung BIG (Bundes Immobilien Gesellschaft):
  - Landesgericht Klagenfurt: Klagenfurter Becken
  - Bezirksgericht Spittal an der Drau: Das Eis und die vergängliche Ewigkeit
  - Bundes Polizei Direktion Villach: Großglockner II
  - Finanzamt Villach: Cafayate, Das Meer III
  - Stadtgalerie Klagenfurt: Großglockner I

## Publikationen
- Carl Aigner: The Triumph of Nature. The Paintings of Helmut Ditsch. Prestel, München / Berlin / London / New York 2005, ISBN 3-7913-3269-4 (Monographie).
- Beiträge und Artikel in verschiedenen internationalen Katalogen und Zeitschriften, unter anderem: Elle Argentinia (Buenos Aires), El Mercurio (Santiago, Chile), Weltkunst (München), Wirtschaftsblatt (Wien), Krone (Wien), Kurier (Wien), Neue Zürcher Zeitung (Schweiz), La Nacion (Buenos Aires), Clarin (Buenos Aires)
- Carl Aigner: Helmut Ditsch: The Triumph of Painting. Prestel, München / Berlin / London / New York 2009, ISBN 978-3-7913-4209-2 (Monographie).